# WISCOM
주식회사 WISCOM은 대한민국의 플라스틱 제품 제조업체이다.

## 역사
1978년 5월 9일 우신산업 주식회사로 설립되었으며 1996년 11월 22일에 상장하였다.